# Soma (bevanda)
(Ṛgveda, VIII-48,3)
Soma (Devanagari: सोम, IAST: Sóma) è il sostantivo maschile sanscrito che indica primariamente il succo ricavato da una pianta oggetto di offerta sacrificale (yajña) nel Vedismo; il termine viene talora usato anche per indicare la stessa pianta da cui veniva estratto il succo sacrificale.
Sempre nella religione vedica, il termine indica anche la divinità collegata alla bevanda sacrificale e oggetto di tutti i 114 inni del IX libro (maṇḍala) del Ṛgveda. Negli inni più recenti del Ṛgveda, il termine indica la luna, luogo ricettacolo di un'altra bevanda sacra propria degli Dei: l'amṛta. Successivamente nell'induismo il dio Soma viene identificato con la principale divinità lunare Chandra, di cui Soma è un appellativo.

## Soma, la bevanda sacra della religione vedica
Nei primi inni del Ṛgveda (tra il 2000 e il 1500 a.C. circa), il termine soma è riferito ad una pianta e al suo succo spremuto, che i cantori (ṛṣi)  dei Veda descrivevano come una bevanda che si diceva portasse salute ed immortalità.
Le difficoltà di interpretazione del sanscrito vedico e la mancanza nei testi di dettagliate descrizioni della pianta hanno reso difficoltoso l'accertamento della sua reale identità botanica.
Le descrizioni del soma riportate nella letteratura religiosa riferiscono che  questa pianta cresceva in montagna, e che si trattava una pianta strisciante, semi-arbustiva, con fusti privi di foglie, contenenti un succo lattiginoso acidulo. D'altra parte nella letteratura ci sono evidenze che già in età vedica la difficoltà di reperimento della pianta, probabilmente a seguito di migrazioni, abbia condotto alla ricerca di piante alternative..
La descrizione di soma coinciderebbe con la specie Banisteriopsis caapi da cui si produce il decotto detto Ayahuasca utilizzato ancora oggi nei riti sciamanici delle popolazioni indigene del Sud America, infatti i suoi effetti allucinogeni aiuterebbero l'individuo a ricollegarsi alla divinità.
Sono state proposte anche altre piante contenenti alcaloidi dagli effetti psicotropi quali diverse specie di Ephedra, la Cannabis sativa, Amanita muscaria, Psilocybe cubensis o la ruta siriaca (Peganum harmala).
Secondo alcuni autori il soma andrebbe invece identificato con alcune specie del genere Sarcostemma, caratterizzate da un fusto carnoso e lattescente (S.acidum, S. brevistigma, S. brunonianum, S. intermedium, S. viminale).
Vi è infine chi ha sostenuto che il soma possa essere identificato con il fungo Amanita muscaria, notoriamente dotato di proprietà allucinogene.
L'indianista olandese Jan C. Heesterman in The Broken World of Sacrifice - An Essay in Ancient Indian Ritual indica come plausibile l'identificazione del soma con una varietà di efedra come indicato da Harry Falk in una comunicazione alla VII World Conference of Sanskritist tenutasi a Leida nell'agosto 1987. In quella occasione Falk sostenne che il soma  non consisteva in una pianta allucinogena, quanto piuttosto in una droga avente lo scopo di restare svegli durante la festa notturna inerente al sacrificio. Per Heestermann comunque non vi è prova di qualsivoglia identificazione della pianta e che tale questione resterà insoluta almeno per il prossimo futuro.

### Il rito sacrificale
Vi sono molte varianti che ineriscono al sacrificio del soma (somayajña): la più caratteristica viene denominata, in sanscrito vedico, agniṣṭomà (Inno ad Agni) per la preghiera invocata nel momento più importante del rito, ovvero alla dodicesima e ultima spremitura del succo della pianta nel quinto giorno del rito sacrificale che avviene una volta l'anno in primavera.
L'officiante, unitamente alla consorte, veniva chiuso in una capanna per un periodo di consacrazione al rito denominato dīkṣā. All'interno di questa capanna rimaneva immobile con i pugni serrati avvolto in una pelle di antilope (mṛga) abbracciato alla moglie, ma senza l'atto sessuale, il tutto a rievocare la vita intrauterina.

## Nella cultura popolare
La bevanda Soma compare anche nel romanzo fantascientifico di Aldous Huxley "Il mondo nuovo" (1932). È una droga euforizzante che permette di controllare la popolazione.